# Ebenau
Ebenau è un comune austriaco di 1 418 abitanti nel distretto di Salzburg-Umgebung, nel Salisburghese.